# 王勇 (陳)
王勇（おう ゆう、? - 589年）は、南朝陳の人物。

## 経歴
陳の太建年間、晋陵郡太守となり有能で知られた。陳の南康王陳方慶が広州刺史の馬靖を討つと、王勇は超武将軍・東衡州刺史に任じられ、始興郡内史を兼任して、陳方慶を支援した。馬靖が殺害されると、王勇は功績により龍陽県子に封じられた。禎明3年（589年）、隋軍が長江を渡ると、王勇は使持節・光勝将軍・総督衡広交桂武等二十四州諸軍事・平越中郎将となり、建康の救援を準備した。
建康が陥落すると、王勇は管内に檄を飛ばして兵を集め、鄧暠に5000の兵を与えて、嶺上に駐屯させた。また高州刺史戴智烈に500騎をつけて広州に向かわせ、陳方慶を迎えさせようとした。しかし陳方慶は王勇を疑って戴智烈が広州に入るのをはばんだため、戴智烈に陳方慶を討たせて、その妻子を捕らえた。陳方慶の資産を没収して、将帥たちに分与した。また部将の王仲宣や曾孝武に西衡州刺史の衡陽王陳伯信を迎えさせようとしたが、陳伯信は恐れて清遠郡に逃亡したため、曾孝武がこれを追って陳伯信を殺した。このとき隋の韋洸の兵がすでに嶺上に入っており、豊州刺史の鄭万頃は王勇の召しに応じようとせず、高梁で洗夫人が挙兵して隋軍に呼応して隣郡を攻め落とすと、王勇はなすすべなく降伏した。荊州におもむくと、道中で病にかかって死去した。隋により大将軍・宋州刺史の位を追贈され、帰仁県公に追封された。

## 伝記資料
- 『陳書』巻14 列伝第8
- 『南史』巻65 列伝第55